# Le Petit Prestidigitateur
Le Petit Prestidigitateur è un cortometraggio muto del 1907 diretto da Gaston Velle, egli stesso prestigiatore e figlio del noto prestigiatore Joseph Velle.

## Produzione
Il film fu prodotto dalla Pathé Frères.

## Distribuzione
Distribuito dalla Pathé Frères, il film - un cortometraggio di 75 metri - uscì nelle sale francesi nel 1907. La Pathé lo distribuì anche negli Stati Uniti, dove venne importato e presentato il 23 novembre 1907 con il titolo inglese Little Conjuror.